# 查尔斯·爱德华·梅里亚姆
查尔斯·爱德华·梅里亚姆（英語：Charles Edward Merriam Jr.，1874年11月15日—1953年1月8日），美国芝加哥大学政治学教授，政治学行为方法的创始人。他培养了许多研究生和进步运动中的知识分子以及数位美国总统顾问。在他去世后，《纽约时报》称他是 "美国杰出的政治学家之一"。